# Martín Raúl García
Martín Raúl García Macchiavello (4 giugno 1970) è un ex calciatore peruviano, di ruolo difensore.